# 南溪村 (福鼎市)
南溪村位於中华人民共和国福建省福鼎市的叠石乡，因當地的南溪水库而著名。南溪村原來具有乡镇的规模，但水庫建成後，地域缩小为村，受叠石乡管辖。水库周边有南溪、岔门、古岭三个行政村。南溪水库有众多河流注入，有会甲溪、杨梅溪等在周边较为著名的河流。南溪至叠石段就是会甲溪，上有温泉，已建立起了众多的温泉宾馆。但这些都对南溪没有太多影响。南溪保留了更多的自然风景，建库以及农村人口逐渐向城市的迁移后更少地遭受人为的破坏。

## 姓氏
南溪主要的姓氏有：陈姓、何姓、金姓、夏姓等。陈姓的祖先相传是从莆田来的，在南溪具有较长的历史，是南溪最大的姓氏，在南溪水库建成后的移民“就近后靠、原拆原建”中，陈姓多集中在“陈厝里”（“厝”在福鼎方言中为“房子”的意思），当时约有百户人家。何姓的来源主要是南溪村西北的茭阳村。何姓人家主要集中在岭脚（在陈厝里西部，建有岭脚小学，生源主要为陈厝里，岭脚等）。金姓几乎都是畲族，但几乎都已汉化而与汉族无差别，多使用福鼎话。金姓主要是集中在坑里（建有南溪小学，集中了大部分南溪的学生，有完整的年级，而岭脚小学仅设二三个年级且只是为了方便年龄更小的学生，随着城市化，学生也越来越少了）与陈厝里、岭脚相隔着水库。夏姓与金姓分布在同侧。水库蓄水后周边道路被淹没，来往只能靠船只摆渡。如果水位降低还可以通过陆路直接往来，在水库底依然保留眷较完整的当年建设的石桥。但能走陆路的情况十分少。

## 库区移民问题
自从南溪水库于20世纪80年代建成后，移民问题一直存在着，而近几年问题更是突显。水库建成后南溪人大多数移民进入了附近的福鼎市。剩余的人依据“就近后靠、原拆原建”的安置方式实施了搬迁。目前水库周边有南溪、岔门、古岭三个行政村，有600多户、2000多人。这些多是当时移民后的居民。由于当时对移民的搬迁规划科学、详细、长远上存在不足，水库蓄水后周边道路被淹没，来往只能靠船只摆渡。同时因南溪水库是福鼎市城区居民的饮水来源，为了保护好水资源，避免污染，因此缩小了村民在生产中选择项目和发展空间，从而致使目前库区周边村落分散、交通不便、信息闭塞、经济滞后等现状。南溪村在2003年被列为福建省省级重点贫困村。
目前又由于大部分移民住地土质为风化砂质土，土层粘性差，经过多年来的台风袭击，形成多处自然灾害点，福建省省级挂牌的地质灾害点群众有20户、福鼎市级挂牌有26户，同时还有许多民房多已老化又受白蚁、蛀虫侵蚀，都渐形成危房。近几年这些问题尤其突出，有的居民甚至不得已搬进了学校闲置的教室暂住。因此库区移民反映十分强烈。
由于南溪村存在着官员的贪污腐败及库区移民问题的严重，引起了村民的强烈不满，村民多次联名向市里抗议。因此移民问题逐渐引起了福鼎市领导的关注，2006年7月28日福鼎市多位领导率众到南溪库区现场视察、办公，并作出了一些承诺。但此问题的解决尚须一段时间。

## 旅游
每年都有来自福鼎的市民或周边地区的游客前往南溪游览，主要有以下几种类型：
- 观看南溪水库的泻洪，这影像多在夏季才能观赏到。
- 徒步旅行，多为乘车到达南溪后，沿着山路登山从高处观望南溪水库和周边山峦景色。也有从福鼎市出发沿着河流直接徒步到达南溪。
- 钓鱼，南溪水库养殖着大量的鱼，有较多的种类，加上水质好，吸引着从城市来的钓鱼爱好者。他们一般过着露宿的生活，或是搭建一个帐篷而住上好几天。

## 交通
福鼎市到南溪一直不便，直到2005年才修成水泥公路。
- 通过柯岭、菰岭直到石竹坑（经石竹坑至南溪需要乘船，而水库的发电场就在石竹坑），此段路十分曲折，直到2005年修成水泥路，坐客车需要约40分钟。
- 通过岭头，此段路与第一条在石竹坑相连通，可以从福鼎出发过柯岭、菰岭、石竹坑，再过岭头回到福鼎。但车更多是选第一条往返。目前此段路后程还是山路。
- 绕道叠石，经过浙江境内的雅中，从雅中到茭阳村后再到南溪段是山路。因此花费更长时间。但从茭阳去福鼎市的人大都选择这段路。

## 相关链接
- 南溪水库